# Сточарство
Сточарство је једна од две основне гране пољопривреде која се бави узгојем домаћих животиња у сврху добијања производа и сировина за људску употребу (храна, кожа, вуна, перје). Како се „стоком“ углавном сматрају говеда, овце, козе и свиње, сточарство у ужем смислу би означавало узгој ових животиња.
Сточарство има дугу историју, почевши од неолитске револуције када су животиње први пут припитомљене, од око 13.000. п. н. е. надаље, претходећи узгоју првих усева. У време раних цивилизација као што су стари Египат, говеда, овце, козе ина фармама су се узгајале свиње.
Велике промене су се десиле у колумбијској размени када је стока из Старог света доведена у Нови свет, а затим у Британској пољопривредној револуцији из 18. века, када су расе стоке попут говеда Дишли Лонгхорн и оваца Линколн Лонгвул брзо побољшане од стране пољопривредника као нпр. Роберт Бејквел да даје више меса, млека и вуне. Широк спектар других врста као што су коњ, водени бивол, лама, зец и заморац се користе као стока у неким деловима света. Узгој инсеката, као и аквакултура риба, мекушаца и ракова је широко распрострањена. Савремено сточарство се ослања на производне системе прилагођене врсти земљишта на располагању. Узгој за самосталан живот се замењује интензивним сточарством у развијенијим деловима света, где се на пример говеда држе у товилиштима велике густине, а хиљаде пилића се могу узгајати у бојлерским кућама или батеријама. На сиромашнијем земљишту, као што је у висовима, животиње се често држе екстензивније и може им се дозволити да лутају нашироко, тражећи храну за себе.
Већина стоке су биљоједи, осим свиња и пилића који су свеједи. Преживари попут говеда и оваца су прилагођени да се хране травом; могу се хранити на отвореном или се могу хранити у потпуности или делимично оброцима богатијим енергијом и протеинима, као што су пелетиране житарице. Свиње и живина не могу да сваре целулозу из сточне хране и захтевају другу храну богату протеинима.

## Етимологија
Глагол муж, што значи „пажљиво управљати“, потиче од старијег значења мужа, које се у 14. веку односило на власништво и бригу о домаћинству или фарми, али данас значи „контролу или разумно коришћење ресурса“, а у пољопривреди узгој биљака или животиња.  Сматра се да се фармери и ранчери који узгајају стоку баве сточарством .

## Историја

### Настанак сточарства
Припитомљавање стоке било је вођено потребом да се храна има при руци када је лов био непродуктиван. Пожељне карактеристике домаће животиње су да треба да буде корисна припитомљењу, да може да напредује у његовом или њеном друштву, да се слободно размножава и да је лака за негу.
Припитомљавање није био један догађај, већ процес који се понављао у различитим периодима на различитим местима. Овце и козе су биле животиње које су пратиле номаде на Блиском истоку, док су говеда и свиње били повезани са насељенијим заједницама.
Прва припитомљена дивља животиња био је пас. Полудивљи пси, можда почевши од младих јединки, можда су били толерисани као чистачи и убице штеточина, а будући да су природни ловци на чопор, били су предиспонирани да постану део људског чопора и придруже се лову. Животиње плен, овце, козе, свиње и говеда, прогресивно су припитомљаване у раној историји пољопривреде.
Свиње су припитомљене на Блиском истоку између 8.500 и 8.000 година пре нове ере,  овце и козе у или близу Плодног полумесеца око 8.500 пре нове ере  и говеда од дивљих ауроха у областима модерне Турске и Пакистана око 8.500 пре нове ере.
Крава је била велика предност за мештана јер је давала више млека него што је њеном телету било потребно, а њена снага се могла искористити као радна животиња, вуче плуг за повећање производње усева и вуку санке, а касније и кола, да донесемо производе кући са њиве. Теглење животиње су први пут коришћене око 4.000 година пре нове ере на Блиском истоку, немерљиво повећавајући пољопривредну производњу.  У јужној Азији, слон је припитомљен 6.000 година пре нове ере.
Фосилизоване пилеће кости из 5040. године пре нове ере пронађене су у североисточној Кини, далеко од места где су њихови дивљи преци живели у џунглама тропске Азије, али археолози верују да је првобитна сврха припитомљавања била за спорт борбе петлова.
У међувремену, у Јужној Америци, лама и алпака су биле припитомљене, вероватно пре 3.000 година пре нове ере, као вуне и звери. Ни један није био довољно јак да повуче плуг који је ограничио развој пољопривреде у Новом свету.
Коњи се природно јављају у степама централне Азије, а њихово припитомљавање, око 3.000 година пре нове ере у региону Црног мора и Каспијског мора, првобитно је било као извор меса; Уследила је употреба као товарне животиње и за јахање. Отприлике у исто време, дивљи магарац је био припитомљен у Египту. Камиле су припитомљене убрзо након тога,  при чему су бактријска камила у Монголији и арапска камила постале теретне звери. До 1000. године пре нове ере, каравани арапских камила повезивали су Индију са Месопотамијом и Медитераном.

### Древна цивилизација
У старом Египту стока је била најважнија стока, а држале су се и овце, козе и свиње; живина, укључујући патке, гуске и голубове, хватана је у мреже и узгајана на фармама, где је насилно храњена тестом да би се товила.
Нил је био богат извор рибе. Медоносне пчеле су припитомљене барем из Старог краљевства, обезбеђујући и мед и восак.
У старом Риму, сва стока позната у старом Египту била је доступна. Поред тога, зечеви су припитомљени за храну у првом веку пре нове ере. Да би их истерали из јазбина, пор је припитомљен као твор, његову употребу описао је Плиније Старији.

### Средњовековно сточарство
У северној Европи, пољопривреда, укључујући сточарство, опала је када је Римско царство пропало. Неки аспекти, као што је узгој животиња, наставили су се током читавог периода. До 11. века привреда се опоравила и село је поново било продуктивно.
Књига Домесдај биљежи сваку парцелу земље и сваку животињу у Енглеској: „није било ни једне коже, ни јарда земље, штавише... није остало ни вола, ни краве, ни свиње, то није било записано у [краљевом] налогу“. На пример, краљевско имање Ерли у Беркширу, једно од хиљада села забележених у књизи, имало је 1086. године „2 риболова вредна [плаћања пореза] 7с и 6д [сваке године] и 20 јутара ливаде [ за стока]. Шума за [храну] 70 свиња“.
Побољшање сточарства у средњем веку у Европи ишло је руку под руку са другим развојем. Побољшања плуга су омогућила да се земљиште обради на већу дубину. Коњи су преузели од волова као главни даваоци вучне силе, развиле су се нове идеје о плодореду и учврстило гајење усева за зимску сточну храну.  Грашак, пасуљ и грахорица постали су уобичајени; повећали су плодност земљишта кроз фиксацију азота, омогућавајући да се задржи више стоке.

### Колумбијска размена
Истраживање и колонизација Северне и Јужне Америке резултирало је увођењем у Европу усева као што су кукуруз, кромпир, слатки кромпир и маниока, док је главна стока Старог света – говеда, коњи, овце и козе – уведена у Нови свет за први пут заједно са пшеницом, јечмом, пиринчем и репом.

### Пољопривредна револуција
Селективни узгој за жељене особине је као научну праксу успоставио Роберт Бејквел током Британске пољопривредне револуције у 18. веку. Један од његових најважнијих узгојних програма био је са овцама. Користећи домаће стоке, могао је брзо да одабере велике овце, али са финим костима, са дугом, сјајном вуном. Линколн Лонгвул је побољшао Бејквел и заузврат је Линколн коришћен за развој следеће расе, назване Нови (или Дишлеј) Лестер. Био је без рогова и имао је четвртасто, меснато тело са равним горњим линијама.  Ове овце су се широко извозиле и допринеле су бројним модерним расама. Под његовим утицајем, енглески фармери су почели да се размножавају говеда за употребу првенствено као говеда. Дугороге јунице су укрштене са биком Вестмореленд да би се створио Дишли Лонгхорн.
Полуприродним, неђубреним пашњацима формираним традиционалним пољопривредним методама у Европи се управљало испашом и косидбом. Како је еколошки утицај ове стратегије управљања земљиштем сличан утицају таквих природних поремећаја као што је шумски пожар, овај пољопривредни систем дели многе корисне карактеристике са природним стаништем, укључујући промоцију биодиверзитета. Ова стратегија данас у Европи пропада због интензивирања пољопривреде. Механизоване и хемијске методе које се користе доводе до опадања биодиверзитета.

## Сточарство

### Системи
Традиционално, сточарство је било део начина живота пољопривредника, који је производио не само храну потребну породици, већ и гориво, ђубриво, одећу, транспорт и вучну снагу. Убијање животиње ради исхране било је секундарно питање, а где год је то било могуће, њени производи као што су вуна, јаја, млеко и крв (од стране Масаја ) су били убирани док је животиња још била жива.  У традиционалном систему трансхуманације, људи и стока су се кретали сезонски између фиксних летњих и зимских пашњака; у планинским пределима летњи пашњаци су били горе у планинама, а зимски пашњаци у долинама.
Животиње се могу држати екстензивно или интензивно. Екстензивни системи укључују животиње које лутају по вољи или под надзором сточара, често ради заштите од предатора. Узгој стоке у западним Сједињеним Државама укључује велика стада стоке која се широко пасе на јавним и приватним земљиштима.  Сличне станице за стоку налазе се у Јужној Америци, Аустралији и другим местима са великим површинама земље и малом количином падавина. Системи за узгој су коришћени за овце, јелене, нојеве, емуе, ламе и алпаке .
У висоравнима Уједињеног Краљевства, овце се у пролеће избацују на пашњаке и пасу богату планинску траву неодржавано, доводе се на ниже надморске висине крајем године, уз допунску исхрану зими.  На сеоским локацијама, свиње и живина могу да добију велики део своје исхране сакупљањем, а у афричким заједницама кокошке могу да живе месецима без хране, а ипак дају једно или два јаја недељно.
Са друге стране, у развијенијим деловима света, животињама се често интензивно управља ; млечне краве се могу држати у условима нулте испаше са свом храном која им се доноси; говеда се могу држати у товилиштима велике густине;  свиње могу бити смештене у климатизованим зградама и никада не излазе напоље;  живина се може узгајати у шталама и држати у кавезима као птице носиље под условима контролисаним осветљењем. Између ова два екстрема налазе се полуинтензивна, често породична газдинства где стока пасе напољу већи део године, силажа или сено се праве да покрију доба године када трава престане да расте, и ђубриво, храна и други инпути се на фарму уносе споља.

### Храњење
Животиње које се користе као стока су претежно биљоједи, а главни изузеци су свиње и кокошке које су свеједи. Биљоједи се могу поделити на „селекторе концентрата“ који се селективно хране семеном, плодовима и високо хранљивим младим лишћем, „паше“ који се углавном хране травом и „средње хранилице“ који бирају исхрану из читавог низа расположивог биљног материјала. Говеда, овце, козе, јелени и антилопе су преживари ; они варе храну у два корака, жваћући и гутајући на нормалан начин, а затим враћају полусварену вучу да би је поново жвакали и тако извукли максималну могућу вредност хране. Потребе у исхрани ових животиња углавном се задовољавају једењем траве. Трава расте из основе лисне плоче, омогућавајући јој да успева чак и када је јако напасана или покошена.
У многим климатским условима раст траве је сезонски, на пример током умереног лета или тропске кишне сезоне, тако да се неке површине усева остављају на страну да се посеку и чувају, било као сено (осушена трава), или као силажа (ферментисана трава).  Друге крмне културе се такође узгајају и многе од њих, као и остаци усева, могу да се силирају како би се попунила празнина у нутритивним потребама стоке у мршавој сезони.
Животиње које се екстензивно узгајају могу се у потпуности хранити крмном храном, али стока која се интензивније чува ће захтевати храну богату енергијом и протеинима. Енергија се углавном добија из житарица и нуспроизвода житарица, масти и уља и хране богате шећером, док протеини могу доћи из рибљег или месног брашна, млечних производа, махунарки и друге биљне хране, често нуспроизвода екстракције биљног уља. Свиње и живина нису преживари и не могу да сваре целулозу трави и другој крми, па се у потпуности хране житарицама и другим високоенергетским намирницама. Састојци за оброке животиња могу се узгајати на фарми или се могу купити, у облику пелетираних или коцкица, сложених намирница специјално формулисаних за различите класе стоке, њихове фазе раста и њихове специфичне нутритивне потребе. Витамини и минерали се додају да уравнотеже исхрану. Рибе из узгоја обично се хране пелетираном храном.

### Узгој
Узгој домаћих животиња се ретко дешава спонтано, али њиме управљају фармери у циљу подстицања особина које се сматрају пожељним. То укључује издржљивост, плодност, послушност, мајчинске способности, брзе стопе раста, ниску потрошњу хране по јединици раста, боље пропорције тела, већи принос и бољи квалитет влакана. Одабиру се нежељене особине као што су здравствени недостаци и агресивност.
Селективни узгој је одговоран за велика повећања продуктивности. На пример, 2007. године, типична пилетина бројлера у доби од осам недеља била је 4,8 пута тежа од птице сличне старости 1957. године,  док је у тридесет година до 2007. просечна млечност музне краве у Сједињеним Државама Државе су се скоро удвостручиле.

### Здравље животиња
Добар узгој, правилно храњење и хигијена су главни доприноси здрављу животиња на фарми, доносећи економске користи кроз максималну производњу. Када се, упркос овим мерама предострожности, животиње ипак разболе, фармер и ветеринар их лече ветеринарским лековима. У Европској унији, када фармери лече сопствене животиње, од њих се тражи да поштују смернице за лечење и да евидентирају дате третмане.  Животиње су подложне бројним болестима и стањима која могу утицати на њихово здравље. Неки, попут класичне свињске куге и скрапије  су специфични за једну врсту стоке, док су други, нпр.слинавка и шап погађа све папке.  Животиње које живе у интензивним условима склоне су унутрашњим и спољашњим паразитима ; све већи број морских вашки погађа лососа узгајаног у Шкотској.  Смањење оптерећења стоке паразитима доводи до повећања продуктивности и профитабилности.
Тамо где је стање озбиљно, владе намећу прописе о увозу и извозу, кретању залиха, карантинским ограничењима и пријављивању сумњивих случајева. Доступне су вакцине против одређених болести, а антибиотици се широко користе тамо где је то потребно. Некада су се антибиотици рутински додавали одређеним сложеним намирницама како би се подстакао раст, али ова пракса се сада не поштује у многим земљама због ризика да може довести до отпорности на антимикробне лекове код стоке и људи.
Владе су забринуте због зооноза, болести које људи могу добити од животиња. Популације дивљих животиња могу бити носиоци болести које могу утицати на домаће животиње које их могу добити као резултат недовољне биолошке сигурности. Избијање вируса Нипах у Малезији 1999. године праћено је до тога да су се свиње разболеле након контакта са летећим лисицама које једу воће, њиховим изметом и урином. Свиње су заузврат пренеле инфекцију на људе.  Птичији грип H5N1 присутан је у популацијама дивљих птица и може се пренети на велике удаљености птицама селицама. Овај вирус се лако преноси на домаћу живину, као и на људе који живе у њиховој непосредној близини. Друге заразне болести које погађају дивље животиње, фармске животиње и људе укључују беснило, лептоспирозу, бруцелозу, туберкулозу и трихинелозу.

### Распон врста
Не постоји јединствена универзално прихваћена дефиниција о томе које врсте су стока. Широко прихваћене врсте стоке укључују говеда за говедину и млечне производе, овце, козе, свиње и живину. Разне друге врсте се понекад сматрају стоком, као што су коњи,  док су птице перади понекад искључене. У неким деловима света, стока укључује врсте као што су биволи, и јужноамеричке камиле, алпаке и ламе.  Неки ауторитети користе много шире дефиниције да укључе рибу у аквакултуру, микро стоку као што су зечеви и глодари попут заморчића, као и инсекте од пчела доцврчака узгајани за људску исхрану.

### Производи
Животиње се узгајају за широку лепезу производа, углавном за месо, вуну, млеко и јаја, али и за лој, стакло и сирило.  Животиње се такође држе у специјализованије сврхе, као што је производња вакцина и антисерума (који садржи антитела ) за медицинску употребу.  Тамо где се сточна храна или други усеви узгајају заједно са животињама, стајњак може послужити као ђубриво, враћајући минерале и органску материју у земљиште у полузатвореном органском систему.

## Огранци

### Млекара
Иако сви сисари производе млеко за исхрану својих младих, крава се претежно користи широм света за производњу млека и млечних производа за људску исхрану. Остале животиње које се у мањој мери користе за ову сврху су овце, козе, камиле, биволи, јаки, ирваси, коњи и магарци.
Све ове животиње су припитомљене током векова, узгајајући се због пожељних карактеристика као што су плодност, продуктивност, послушност и способност да напредују у преовлађујућим условима. Док је у прошлости говеда имала вишеструке функције, савремени узгој млечних крава је резултирао специјализованим животињама холштајн фризијског типа које економично производе велике количине млека. Вештачка оплодња је широко доступна како би се пољопривредницима омогућило да одаберу одређене особине које одговарају њиховим околностима.
Док су се раније краве држале у малим стадима на породичним фармама, на пашњацима и зими храњене сеном, данас постоји тренд ка већим стадима, интензивнијим системима, храњењу силажом и „нултом испашом“, систему где трава се коси и доноси крави која је смештена током целе године.
У многим заједницама, производња млека је само део сврхе држања животиње која се такође може користити као теретна звер или за вучу плуга, или за производњу влакана, меса и коже, а измет се користи за гориво или за побољшање плодности земљишта. Овце и козе могу бити фаворизоване за производњу млека у климатским условима и условима који не одговарају кравама.

### Месо
Месо, углавном од узгојених животиња, главни је извор протеина у исхрани широм света, у просеку око 8% енергетског уноса човека. Стварне врсте које се једу зависе од локалних преференција, доступности, цене и других фактора, при чему су говеда, овце, свиње и козе главне врсте укључене. Говеда генерално производе једно потомство годишње за које је потребно више од годину дана да сазре; овце и козе често имају близанце и они су спремни за клање за мање од годину дана; свиње су плодније, производе више од једног легла до око 11 прасади сваке године. Коњи, магарци, јелени, биволи, ламе, алпаке, гванакоси и викуне се узгајају за месо у разним регионима. Неке пожељне особине животиња које се узгајају за месо укључују плодност, издржљивост, брзу брзину раста, лакоћу управљања и високу ефикасност конверзије хране. Отприлике половина светског меса производи се од животиња које пасу на отвореним пашњацима или на затвореним пашњацима, а друга половина се интензивно производи у различитим фабричко-пољопривредним системима; то су углавном краве, свиње или живина, и често се узгајају у затвореном простору, обично у високој густини.

### Живина
Живина, која се чува ради јаја и меса, укључује кокошке, ћурке, гуске и патке. Велика већина птица носиља које се користе за производњу јаја су кокошке. Методе за држање слојева се крећу од система слободног узгоја, где птице могу да лутају како хоће, али су смештене ноћу ради сопствене заштите, до полуинтензивних система где су смештене у шталама и имају смуђе, легло и извесну слободу кретања, у интензивне системе где се држе у кавезима. У кавези батерије су распоређени у дугим редовима у више нивоа, са спољним хранилице, појилице и прикупљање јаје објеката. Ово је најекономичнија метода производње јаја која штеди радну снагу, али је критикована због добробити животиња јер птице нису у стању да покажу своје нормално понашање.
У развијеном свету, већина живине која се гаји за месо се гаји у затвореном простору у великим шупама, са аутоматизованом опремом у условима контролисаним околином. Пилићи узгајани на овај начин познати су као бројлери, а генетска побољшања су значила да се могу узгајати до кланичне тежине у року од шест или седам недеља од излегања. Новоизлежени пилићи су ограничени на малу површину и добијају додатно грејање. Стеља на поду упија измет и површина која се заузима се шири како расте. Храна и вода се снабдевају аутоматски, а осветљење је контролисано. Птице се могу убрати у неколико наврата или цела шупа може бити очишћена одједном.
Сличан систем узгоја се обично користи за ћурке, које су мање издржљиве од пилића, али им је потребно више времена да расту и често се пребацују у одвојене јединице за тов да би завршиле. Патке су посебно популарне у Азији и Аустралији и под комерцијалним условима могу бити убијене са седам недеља.

### Аквакултура
Аквакултура је дефинисана као „узгој водених организама укључујући рибу, мекушце, ракове и водено биље и подразумева неки облик интервенције у процесу узгоја како би се унапредила производња, као што је редовно порибљавање, исхрана, заштита од предатора, итд. Узгој такође подразумева индивидуално или корпоративно власништво над стоком која се узгаја“. У пракси се може одвијати у мору или у слаткој води, и бити екстензивна или интензивна. Читави заливи, језера или рибњаци могу бити посвећени аквакултури, или се узгајана животиња може задржати у кавезима (рибе), вештачким гребенима, сталцима или узицама (шкољке). Риба и козице могу се узгајати у пиринчаним пољима, који стижу природним путем или се уносе, а оба усева се могу убирати заједно.
Мријестилишта за рибу обезбеђују ларве и младе рибе, љускаре и шкољке за употребу у системима аквакултуре. Када су довољно велики, они се преносе у резервоаре за узгој и продају рибњацима како би достигли величину жетве. Неке врсте које се обично узгајају у мрестилиштима укључују шкампе, козице, лососа, тилапију, остриге и капице. Слични објекти се могу користити за узгој врста са очувањем које треба пустити у дивљину, или дивљач за обнављање водених токова. Важни аспекти узгоја у овим раним фазама укључују селекцију приплодне стоке, контролу квалитета воде и исхрану. У дивљини, постоји огромна количина смртности у фази расадника; фармери настоје да ово минимизирају док у исто време максимизирају стопе раста.

### Инсекти
Пчеле су држане у кошницама још од прве египатске династије, пре пет хиљада година,  а човек је много пре тога сакупљао мед из дивљине. Кошнице са фиксним чешљем се користе у многим деловима света и праве се од било ког локално доступног материјала. У напреднијим привредама, где су савремени сојеви домаћих пчела одабрани због послушности и продуктивности, користе се различити дизајни кошница који омогућавају уклањање саћа ради обраде и вађења меда. Поред меда и воска који производе, медоносне пчеле су важни опрашивачи усева и дивљих биљака, а на многим местима се кошнице транспортују по селу да би помогле у опрашивању.
Шумарство, узгој свилених буба, први су усвојили Кинези за време династије Шанг.  Једина врста која се комерцијално узгаја је припитомљени свилени мољац. Када преде своју чахуру, свака ларва производи изузетно дугу, танку нит свиле. Ларве се хране лишћем дуда, а у Европи се обично узгаја само једна генерација сваке године јер је ово листопадно дрво. У Кини, Кореји и Јапану, међутим, две генерације су нормалне, ау тропима се очекује више генерација. Већина производње свиле одвија се на Далеком истоку, а синтетичка исхрана се користи за узгој свилених буба у Јапану.
Инсекти чине део људске исхране у многим културама.  На Тајланду се у ту сврху узгајају цврчци на северу земље, а ларве палминог жижака на југу. Цврчци се држе у торовима, кутијама или фиокама и хране се комерцијалном пелетираном храном за живину, док ларве палминог жижака живе на палми купуса и саго палми, што ограничава њихову производњу на подручја у којима ово дрвеће расте. Још једна посластица овог региона је бамбусова гусеница, а проучавају се најбоље технике узгоја и бербе у полуприродним стаништима.

## Ефекти

### Утицај на животну средину
Сточарство има значајан утицај на светску животну средину. Будући да је део животињско-индустријског комплекса, пољопривреда животиња је главни покретач климатских промена, закисељавања океана, губитка биодиверзитета и преласка скоро сваке друге планетарне границе, поред убијања више од 60 милијарди копнених животиња које нису људи. сваке године.  Одговоран је за негде између 20 и 33% употребе слатке воде у свету,  а стока, и производња хране за њих, заузимају око трећине земље без леда.  Сточарска производња је фактор који доприноси изумирању врста, дезертификацији,  и уништавање станишта.
Пољопривреда животиња доприноси изумирању врста на различите начине и главни је покретач изумирања у холоцену.  Станиште је уништено крчењем шума и претварањем земљишта за узгој сточне хране и за испашу животиња, док су грабљивци и биљоједи често циљани и ловљени због уочене претње за профит од стоке ; на пример, сточарство је одговорно за до 91% крчења шума у региону Амазона.  Поред тога, стока производи гасове стаклене баште. Краве производе око 570 милиона кубних метара метана дневно, што чини од 35 до 40% укупне емисије метана на планети.  Сточарство је одговорно за 65% свих емисија снажног и дуговечног гаса са ефектом стаклене баште азотног оксида изазваног људима.
Као резултат тога, проучавају се начини ублажавања утицаја сточарства на животну средину. Стратегије укључују коришћење биогаса из стајњака,  генетску селекцију,  имунизацију, дефаунацију бурага, надметање метаногених археја са ацетогенима, увођење метанотрофних бактерија у бураг,  модификацију исхране и управљање испашом, између осталог.  Промена исхране (са Аспарагопсис такиформис) омогућило је смањење производње метана до 99% у експерименталној студији са три преживара.

### Добробит животиња
Од 18. века, људи су постали све више забринути за добробит домаћих животиња. Могуће мере добробити укључују дуговечност, понашање, физиологију, репродукцију, слободу од болести и имуносупресију. Стандарди и закони за добробит животиња створени су широм света, углавном у складу са најраспрострањенијом позицијом у западном свету, обликом утилитаризма : да је морално прихватљив да људи користе животиње које нису људи, под условом да се не проузрокује непотребна патња и да је корист за људе већа од трошкова за стоку. Супротно гледиште је да животиње имају права, да их не треба сматрати власништвом, да нису неопходне за коришћење и да их људи никада не би требали користити.  Извоз живих животиња је порастао како би се задовољила повећана глобална потражња за стоком као што је на Блиском истоку. Активисти за права животиња противили су се транспорту животиња на велике удаљености; један резултат је била забрана живог извоза са Новог Зеланда 2003.

Дејвид Ниберт, професор социологије на Универзитету Витенберг, тврди да, на основу савремене науке етолога и биолога о осећају и интелигенцији других животиња, „можемо претпоставити да, углавном, искуство других животиња хватања, поробљавања, употреба и убијање је било једно од патње и насиља." Велики део овога укључивао је директно физичко насиље, али и структурно насиље јер је њихово системско угњетавање и поробљавање „резултовало њиховом неспособношћу да задовоље своје основне потребе, губитком самоопредељења и губитком могућности да живе на природан начин“. Он каже да су остаци припитомљених животиња од пре више хиљада година пронађени током археолошких ископавања открили бројне патологије костију,који пружају доказе о екстремној патњи:
Ископавања из 8500. године пре нове ере открила су деформитете костију заробљених коза и крава и пружила „неке индикације стреса, вероватно због услова у којима су ове ране домаће животиње држане“. Остаци оваца и коза из раног бронзаног доба показују значајно смањење дебљине костију, што одражава недостатак калцијума „који је резултат комбинованих ефеката лоше исхране и интензивне муже“. 

### У култури
Од 18. века, фармер Џон Бул представља енглески национални идентитет, прво у политичким сатирама Џона Арбатнота, а убрзо затим у цртаним филмовима Џејмса Гилреја и других, укључујући Џона Тенијела. Воли храну, пиво, псе, коње и сеоске спортове ; он је практичан и приземљен, и антиинтелектуалан.
Животиње на фарми су распрострањене у књигама и песмама за децу; стварност сточарства је често искривљена, омекшана или идеализована, дајући деци скоро потпуно фиктиван приказ живота на фарми. Књиге често приказују срећне животиње које слободно лутају атрактивним сеоским крајевима, слика у потпуности у супротности са реалношћу безличних, механизованих активности укључених у модерну интензивну пољопривреду.
Свиње се, на пример, појављују у неколико „малих књига” Беатрикс Потер, као Прасенце у причама о Вини Пу А Милна, и нешто мрачније (са назнаком животиња које иду на клање) као Беба у Дик Кинг-Смитовом The Sheep-Pig, и као Вилбур у ЕБ Вајтовој Шарлотиној мрежи.  Свиње имају тенденцију да буду „носиоци ведрине, доброг расположења и невиности“. Многе од ових књига су потпуно антропоморфне, облаче животиње са фарме у одећу и омогућавају им да ходају на две ноге, живе у кућама и обављају људске активности.  Дечија песма "Стари Макдоналд је имао фарму“ описује фармера по имену Макдоналд и разне животиње које држи, славећи звукове које сваки од њих производи.
Многа градска деца први пут доживљавају сточарство на фарми за мажење ; у Британији око пет милиона људи годишње посети неку врсту фарме. Ово представља одређени ризик од инфекције, посебно ако деца рукују животињама, а затим не оперу руке ; сој Е. цоли заразио је 93 особе које су посетиле британску интерактивну фарму током епидемије 2009.  Историјске фарме попут оних у Сједињеним Државама нуде фарме и „пажљиво одабрану верзију пољопривреде онима који су спремни да плате за то“,  понекад дајући посетиоцима романтизовану слику пасторалне идиле из неодређеног времена у прединдустријској прошлости.

## Подела
Сточарство се може поделити на следеће делатности:
- Говедарство
- Свињарство
- Овчарство
- Козарство
- Коњарство
- Живинарство
- Пчеларство